# The Toronto Scottish Regiment (Queen Elizabeth The Queen Mother's Own)
The Toronto Scottish Regiment (Queen Elizabeth The Queen Mother's Own), communément appelé « The Toronto Scottish Regiment », est un régiment d'infanterie de la Première réserve de l'Armée canadienne. Il est stationné à Toronto en Ontario et fait partie du 32e Groupe-brigade du Canada. Il a été fondé en 1920 à Toronto en tant que The Mississauga Regiment et adopta le nom « The Toronto Scottish Regiment » l'année suivante. Il adopta son nom actuel en 2000 lors du centième anniversaire de la reine-mère Élisabeth qui était colonel en chef du régiment. Il perpétue l'histoire des 75th et 84th "Overseas" Bataillon, CEF, deux bataillons du Corps expéditionnaire canadien de la Première Guerre mondiale. De 1919 à 1936, il a également perpétué l'histoire du 1st Machine Gun Battalion, CMGC qui a été transféré au Irish Regiment of Canada. Le tartan du régiment est gris hodden (en).

## Structure

Insigne distinctif de la 4e Division du Canada

The Toronto Scottish Regiment est un régiment d'infanterie légère d'un seul bataillon de la Première réserve de l'Armée canadienne. Il fait partie du 32e Groupe-brigade du Canada au sein de la 4e Division du Canada. Son quartier général est situé au manège militaire Captain Bellenden Hutcheson VC à Toronto et le régiment est également présent à Etobicoke et à Mississauga en Ontario.

## Histoire
| Nom                                                                    | Date               |
| ---------------------------------------------------------------------- | ------------------ |
| The Mississauga Regiment                                               | 1er mai 1920       |
| The Toronto Scottish Regiment                                          | 1er septembre 1931 |
| The Toronto Scottish Regiment (Machine Gun)                            | 15 décembre 1936   |
| 2nd (Reserve) Battalion, The Toronto Scottish Regiment (Machine Gun)   | 7 novembre 1940    |
| The Toronto Scottish Regiment                                          | 19 juin 1947       |
| The Toronto Scottish Regiment (Queen Elizabeth The Queen Mother's Own) | 19 octobre 2000    |

La création du Mississauga Regiment a été autorisée le 1er mai 1920 à Toronto en Ontario. Il s'agissait alors d'un régiment de deux bataillons comprenant le 1er Bataillon (75th Battalion, CEF) qui faisait partie de l'ordre de bataille de la Milice active non permanente et le 2e Bataillon (84th Battalion, CEF) qui faisait partie de l'ordre de bataille de la Réserve. Le 1er septembre 1921, il fut rebaptisé en « The Toronto Scottish Regiment ». Le 14 décembre 1936, le bataillon de réserve fut dissous. Le lendemain, le régiment fusionna avec les compagnies B et C du 1st Machine Gun Battalion, CMGC et fut alors renommé en « The Toronto Scottish Regiment (Machine Gun) ».
Dans la foulée de la Seconde Guerre mondiale, le 1er septembre 1939, le régiment mobilisa The Toronto Scottish Regiment (Machine Gun), CASF pour le service actif qui s'embarqua pour la Grande-Bretagne le 7 décembre suivant. Le 7 novembre 1940, celui-ci devint le 1st Battalion, The Toronto Scottish Regiment (Machine Gun), CASF tandis que l'unité originelle est devenue le 2nd (Reserve) Battalion, The Toronto Scottish Regiment (Machine Gun). Le 19 août 1942, le bataillon en service actif participa au raid de Dieppe. Le 1er mai 1943, il devint le 2nd Infantry Division Support Battalion (The Toronto Scottish Regiment), CIC, CASF, puis, le 24 février 1944, The Toronto Scottish Regiment (Machine Gun), CIC, CASF. Les 6 et 7 juillet 1944, il débarqua à nouveau en France en tant que composante de la 2e Division d'infanterie avec laquelle il combattit dans le Nord-Ouest de l'Europe jusqu'à la fin du conflit. Puisqu'il s'agissait d'une unité de mitrailleuses, le bataillon ne combattit pas en tant qu'unité complète, mais il appuya de nombreuses unités de la 2e Division. Il fut dissous le 31 décembre 1945,.
Le 19 juin 1947, le bataillon au Canada réadopta le nom de « The Toronto Scottish Regiment ». Le 19 mai 2000, il adopta son nom actuel, soit « The Toronto Scottish Regiment (Queen Elizabeth The Queen Mother's Own) » en l'honneur de sa colonel en chef, la reine-mère Elizabeth Bowes-Lyon, qui célébrait son centième anniversaire de naissance le 4 août 2000. Lors du décès de celle-ci en 2002, Son Altesse Royale le prince de Galles Charles accepta de devenir le colonel en chef du régiment.
Des membres du régiment ont servi au cours d'opérations de maintien de la paix des Forces armées canadiennes en Bosnie-Herzégovine, au Cambodge, en Croatie, à Chypre, en Haïti, en Namibie, sur le plateau du Golan et au Rwanda. Ils ont également servi au cours d'opérations domestiques au Canada afin de venir en aide aux autorités civiles lors de l'inondation de Winnipeg en 1997, de la tempête de verglas en 1998 dans l'Est de l'Ontario et de la tempête de neige qui a paralysé Toronto en 1999. De plus, plusieurs membres du régiment, dont un commandant, ont servi au sein de la Force internationale d'assistance et de sécurité en Afghanistan.

## Perpétuations

Insigne distinctif du 75th "Overseas" Batallion, CEF

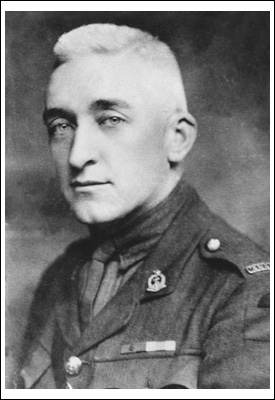
Le capitaine Bellenden Hutcheson, un médecin militaire décoré de la croix de Victoria qui servit au sein du 75th "Overseas" Battalion du Corps expéditionnaire canadien

The Toronto Scottish Regiment perpétue l'histoire de deux bataillons du Corps expéditionnaire canadien de la Première Guerre mondiale, les 75th et 84th "Overseas" Batallion, CEF. De 1919 à 1936, il a également perpétué l'histoire du 1st Machine Gun Battalion, CMGC qui est maintenant perpétué par le Irish Regiment of Canada.
Les deux bataillons furent créés le 10 juillet 1915. Le 75th s'embarqua pour Liverpool en Grande-Bretagne le 29 mars 1916 tandis que le 84th le fit le 18 juin suivant. Le 30 juin de la même année, le personnel du 84th fut transféré aux 73rd et 75th "Overseas" Battalion, CEF ainsi qu'à d'autres unités de la 4e Division canadienne afin de fournir du renfort aux troupes en campagne. Le 12 août 1916, le 75th débarqua en France en tant que composante de la 11e Brigade d'infanterie de la 4e Division canadienne avec laquelle il combattit en France et en Belgique jusqu'à la fin du conflit. Le 84th fut dissous le 11 avril 1918 tandis que le 75th le fut le 15 septembre 1920.
Puisque le régiment perpétue l'histoire du 75th Battalion "Overseas", CEF, qui a d'abord été créé sous le nom « 75th Battalion (Mississauga), CEF » sous le commandement du lieutenant-colonel Samuel Beckett, le 15 juillet 1915 est souvent considéré comme étant la date de création du régiment, bien qu'il ait été officiellement créé le 1er mai 1920. En fait, le régiment a été créé grâce aux efforts du lieutenant-colonel Colin Harbottle qui a pris le commandement de l'unité peu après la mort du lieutenant-colonel Beckett appuyés par de nombreux officiers et soldats de l'unité dans le but de créer une unité permanente de la Milice canadienne et de perpétuer les traditions du 75th Battalion. En tout, ce sont plus de 5 500 soldats qui ont servi au sein de ce bataillon au cours de la Première Guerre mondiale et 1 049 y ont laissé la vie. Le bataillon a reçu un total de 16 honneurs de bataille et un de ses membres, le capitaine Bellenden Hutcheson, un médecin militaire, a été décoré de la croix de Victoria, la plus haute récompense des forces du Commonwealth.

## Honneurs de bataille

Drapeau du Toronto Scottish Regiment

Les honneurs de bataille sont le droit donné par la Couronne au régiment d'apposer sur ses couleurs les noms des batailles ou des conflits dans lesquels il s'est illustré. The Toronto Scottish Regiment a reçu 21 honneurs de bataille pour son implication dans le Nord-Ouest de l'Europe lors de la Seconde Guerre mondiale. De plus, il porte les 16 honneurs de bataille reçus par le 75th "Overseas" Battalion, CEF du Corps expéditionnaire canadien de la Première Guerre mondiale dont il perpétue l'histoire,.
| Première Guerre mondiale                | Première Guerre mondiale             |
| --------------------------------------- | ------------------------------------ |
| Somme, 1916                             | Hauteurs de l'Ancre                  |
| Ancre, 1916                             | Arras 1917, '18                      |
| Vimy, 1917                              | Côte 70                              |
| Ypres, 1917                             | Passchendaele                        |
| Amiens                                  | Scarpe, 1918                         |
| Drocourt-Quéant                         | Ligne Hindenburg                     |
| Canal du Nord                           | Valenciennes                         |
| Sambre                                  | France et Flandres, 1916-18          |
| Seconde Guerre mondiale                 |                                      |
| Dieppe                                  | Crête de Bourguébus                  |
| Saint-André-sur-Orne                    | Crête de Verrières-Tilly-la-Campagne |
| Falaise                                 | Route de Falaise                     |
| Clair Tizon                             | Dunkerque, 1944                      |
| Canal d'Anvers Turnhout                 | L'Escaut                             |
| Woensdrecht                             | Beveland-Sud                         |
| La Rhéranie                             | La Reichswald                        |
| Route de Goch-Calcar                    | La Hochwald                          |
| Xanten                                  | Canal Twente                         |
| Groningue                               | Oldenburg                            |
| Nord-Ouest de l'Europe, 1942, 1944-1945 |                                      |

## Pipes and drums
Le régiment a un ensemble de pipes and drums (cornemuses et tambours) en fonction depuis plus de 95 ans. Ils servent de musique pour les cérémonies militaires du régiment, mais aussi pour le 32e Groupe-brigade du Canada. Ils jouent également lors d'autres cérémonies dans la région de Toronto.

## Symboles et traditions

Drapeau de camp du Toronto Scottish Regiment

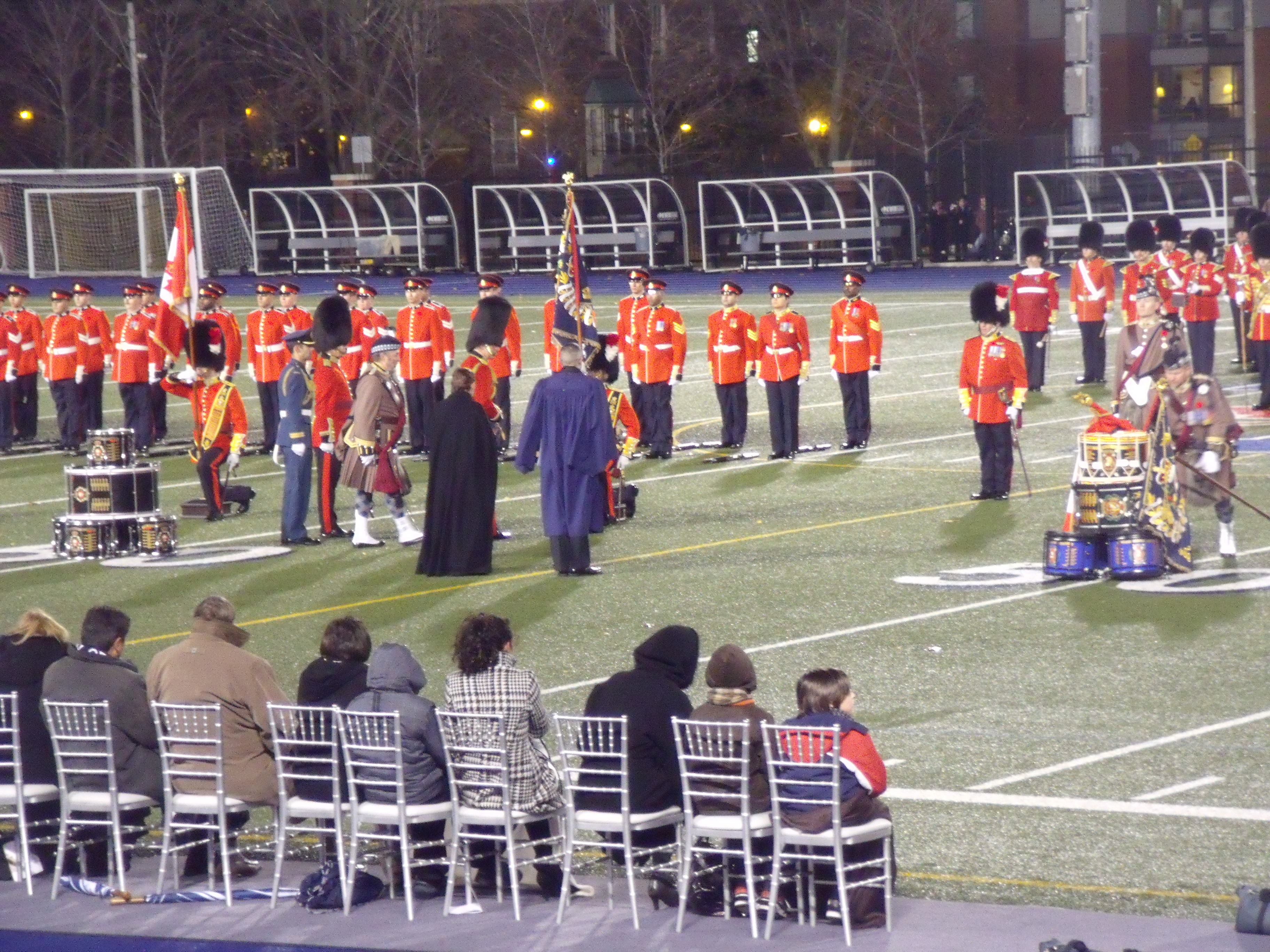
Le prince Charles de Galles, colonel en chef du régiment, présentant les nouvelles couleurs au Royal Regiment of Canada et au Toronto Scottish Regiment au Varsity Stadium de Toronto en 2009

L'insigne du Toronto Scottish Regiment est une guirlande de chardons au naturel avec un sautoir d'argent, c'est-à-dire la croix de saint André, brochant chargé d'une feuille d'érable aux couleurs d'automne. Ces deux derniers enfilent un anneau d'azur liséré d'argent portant l'inscription « Carry On » en lettres majuscules également d'argent. La feuille d'érable est également chargée d'un anneau d'azur liséré d'argent qui porte l'inscription « Belgium France 1916-1919 ». Sur le tout, il y a une tête de licorne d'argent armée et crinée d'or colletée d'une couronne enchaînée également d'or soutenue d'une torque d'argent et de gueules. Les branches inférieures et supérieures du sautoir sont chacune chargée d'un listel d'azur liséré d'argent, celui au chef portant l'inscription « Toronto » et celui en pointe « Scottish » en lettres majuscules d'argent.
La feuille d'érable est un symbole représentant le Canada tandis que la croix de saint André et les chardons sont des symboles de l'Écosse qui font souvent partie des insignes des régiments d'infanterie des Highlands. En fait, l'insigne est similaire à celui du London Scottish, un régiment de la British Army qui fut le premier régiment affilié au Toronto Scottish Regiment. De son côté, la licorne a été reprise des insignes du 75th "Overseas" Battalion et du Mississauga Horse et rappelle les liens historiques du Toronto Scottish Regiment avec ces unités. Les inscriptions de « France », « Belgique » et « 1916-1919 » commémorent le service rendu par les unités perpétuées par le régiment dans ces pays au cours de la Première Guerre mondiale. Finalement, l'inscription « Toronto Scottish » est tout simplement le nom abrégé du régiment et « Carry On » est la devise régimentaire qui signifie « continue » en anglais. La marche régimentaire est Blue Bonnets Over the Border.
The Toronto Scottish Regiment est affilié avec deux régiments de la British Army, The Royal Regiment of Scotland et The London Regiment (en). Il a été affilié au London Scottish Regiment à la demande du lieutenant-colonel Colin Harbottle. Ainsi le régiment a adopté le même tartan que le London Scottish Regiment, soit le gris hodden (en).
En 1937, Sa Majesté la reine Élisabeth a accepté de devenir la colonel en chef du régiment. Lors de sa visite au Canada, la reine a remis ses nouvelles couleurs au régiment le 22 mai 1939 au campus de l'Université de Toronto. Durant la Seconde Guerre mondiale, elle a rendu visite au régiment à deux reprises en 1940 et en 1943. De plus, elle a visité le régiment en 1962, en 1965, en 1979, en 1981, en 1985 et en 1989. À la suite de son décès en 2002, Son Altesse Royale le prince de Galles Charles a accepté de devenir le colonel en chef du régiment.